# Легат „Станка Костића”
Легат „Станка Костића”  чине документарно — уметничке фотографије, овог врсног уметничког фотографа, које је онзавештао Завичајном музеју у Петровцу на Млави. Ова колекција Костићевих фотографија сведочи о његовом преданом залагању да овај крај из кога је потекао, уздигне и прикаже у његовој посебној лепоти.

## Живот и каријера дародавца
Рођен је у Пожаревцу 7. марта 1964. године. Основну и средњу школу завршио је у Петровцу на Млави. У Београду је завршио студије информатике.
Фотографијом се бави од школских дана, и од тада сву своју делатност свестрано је посветио фотографији, посебно њеним документарним вредностима, које су га усмеравале ка „непресушној теми завичајних прича, заборављених предела настањених оронулим кућама, насељеним старим људима и њиховим древним занимањима”.
Излагао је на око 100 колективних и око 50 самосталних изложби у земљи и иностранству (Етнографски музеј у Београду, Конак кнегиње Љубице, Руски дом у Београду, Галерија науке и технике САНУ, Палата Савета Европе у Стразбуру, Институт антропологије и етнологије у Варшави, Музеј народне уметности у Отрембусима код Варшаве, Музеј „Старо село” у Сирогојну ...).

## Опште информације о легату
Легат Станка Костића се чува у оквиру ликовне збирке у Завичајном музеју у Петровцу на Млави чине 52 документарно - уметничке фотографије из различитих циклуса Костићевог стваралаштва, које је уметник завештао овој културној установи. Као мотив завештања аутор је навео хтење да његов рад постане музејско сведочанство о његовом преданом залагању да крај око Петровца на Млави буде издигнут и представљен у свој његовој лепоти и сведочи о старим занатима који полако нестају, народном грађевинарству у руралним срединама, природним лепотама и природним добрима Браничевског округа, народним обичајима и веровањима Срба и Влаха и источној Србији.
| „ | Формирање Легата представља полазну тачку за даље прикупљање и проучавање ликовног рада Станка Костића, који је свој уметничко-истраживачки рад верификовао кроз многобројне награде и признања на домаћим и светским изложбама. | ” |

Легат „Станко Костић”, у чије стварање је дародавац уложио своје знање, истраживачки дух и ликовне вештине, подједнако представља уметничко сведочанство, и осликава лик и дело овог врсног фотографа, репортера, дизајнера, уредника и искреног ентузијасте који годинама ствара документарну забелешку о баштини Србије око Петровца на Млави али и шире.